# Mămăligă
Mămăliga este denumirea în limba română a unui fel de mâncare preparat din făină de porumb (mălai).

## Denumire
Este mai bine cunoscută în restul lumii după denumirea italiană, polenta, dar se întâlnește și în multe alte țări ca Ungaria (puliszka), Savoia, Elveția, Austria, Croația (palenta, žganci, pura), Slovenia (polenta , žganci), Serbia (palenta), Bulgaria, Corsica (pulenta), Brazilia (polenta), Argentina (polenta), Ucraina (culeșa), Uruguay, Venezuela și Mexic sau la sașii din Transilvania (Palukes, Pålix).
De menționat că și rușii și ucrainienii de est înțeleg și folosesc dialectal cuvântul мамалыга.
Ceva asemănător cu mămăliga este, de asemenea, foarte populară la unele popoare caucaziene - georgienii (o numesc გომი – gomi), abhazii (abh. abysҭa ) adygii  (cerchezii, circasianii) (pıaste, meremyse), cecenii (ahar khoudary - terci din făină de porumb), ingușii (zhuran-hudar) și osetienii (mamulayy kabur - literal „bucată pentru a nu muri”).

## Descriere

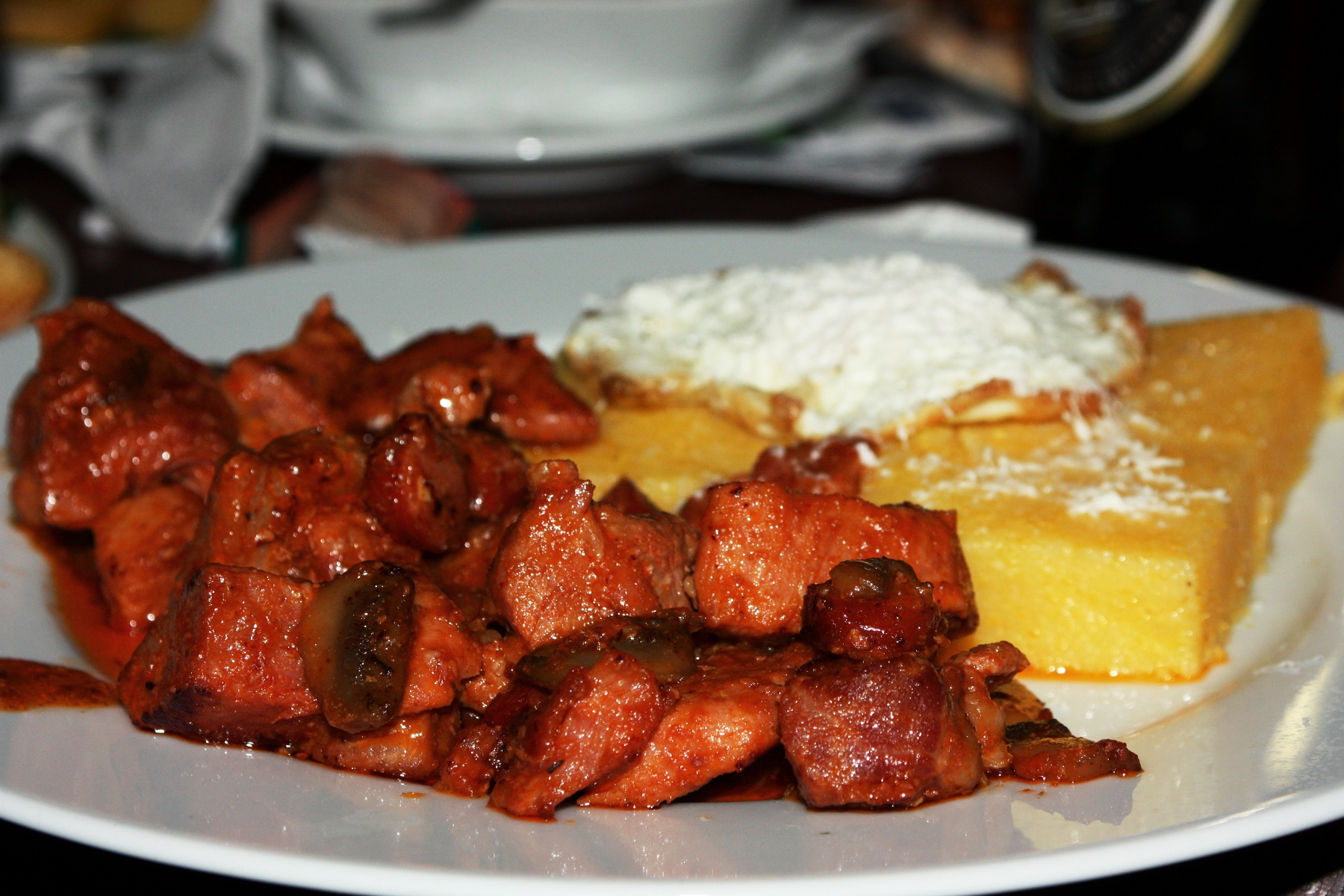
Tochitură moldovenească cu mămăligă, brânză și ou

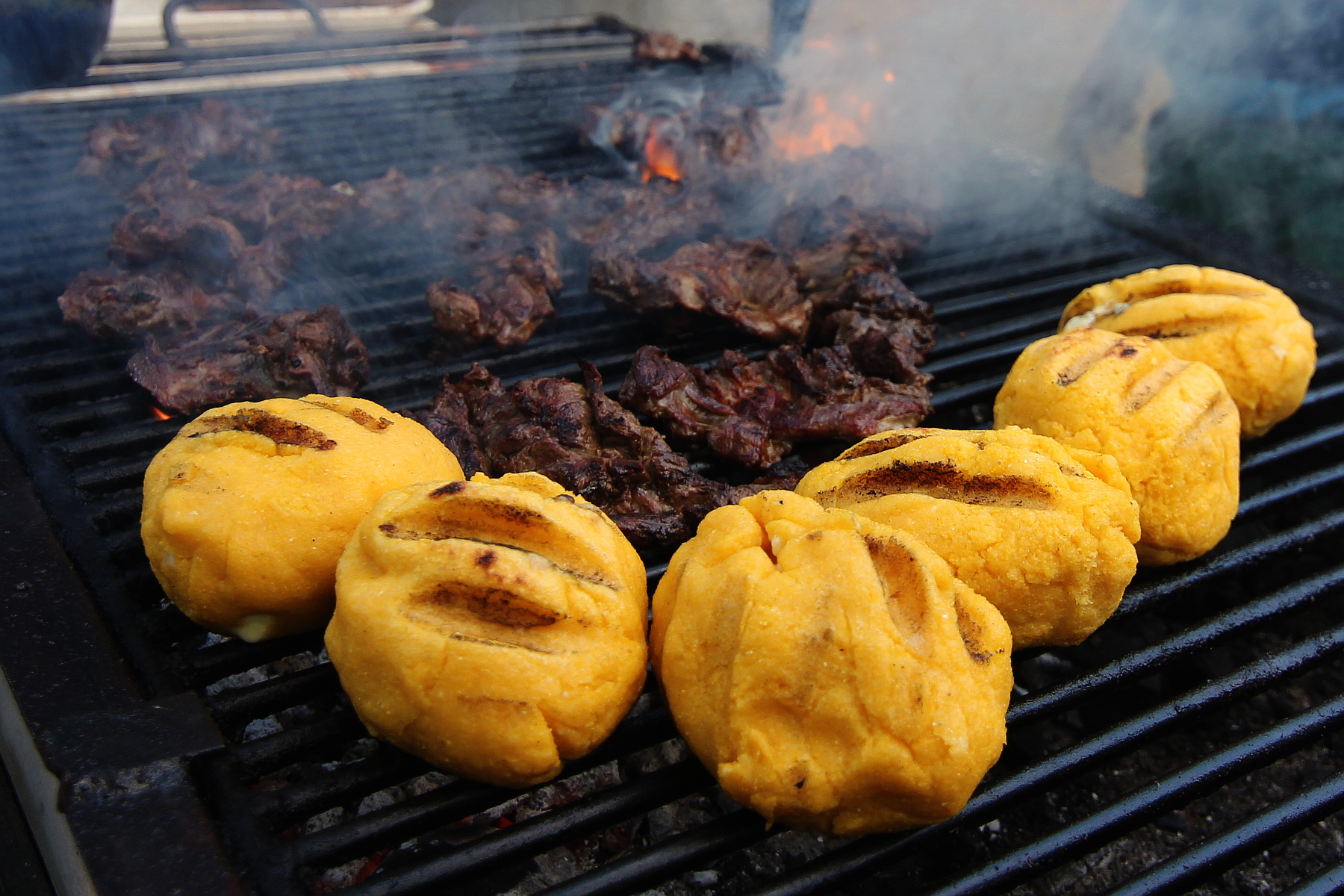
Bulz ciobănesc și pastramă la grătar

Mămăliga este un preparat tradițional de mâncare din România și Republica Moldova. Considerată mâncare a țăranilor, este des folosită ca substitut pentru pâine sau ca aliment de bază în perioadele de vară când munca grea efectuată la câmp nu mai permite prepararea pâinii de casă și în zonele rurale sărace. Era preponderent folosită în perioada premergătoare industrializării dată fiind ușurința cu care se prepară, comparativ cu pâinea. În perioada modernă, preocuparea pentru alimentația diversă și sănătoasă făcând obiectul a numeroase cercetări, știința alimentației consideră mămăliga ca având un aport bogat de vitamine, aceasta fiind recomandată mai ales persoanelor suferinde de boli de plămâni, afecțiuni ale căilor respiratorii, anemicilor, etc. La ora actuală mămăliga și alte preparate pe baza ei, au devenit feluri de mâncare disponibile și în restaurantele selecte, fiind apreciate de gurmanzi.
În mod tradițional, mămăliga este gătită din apă fiartă, sare și făină de porumb într-un vas de fontă cu o formă specială denumit ceaun. Preparată în stilul țărănesc și folosită în loc de pâine, mămăliga este mai densă decât polenta italiană până la a putea fi tăiată în bucăți asemenea pâinii. Când este gătită în alte scopuri, mămăliga poate fi mai moale, câteodată aproape de consistența terciului.
Motivul pentru care mămăliga este atât de populară în România și Republica Moldova este faptul că otomanii puneau bir numai pe grâu, porumbul rămânând alternativa cea mai hrănitoare.
Mămăliga se mănâncă fie ca atare fie tăiată în felii și prăjită în untură lângă tocănițe, ciorbe de verdețuri. La stâne, unde legumele și fructele ajung cu greu, s-a format o tradiție culinară bazată în principal pe mămăligă, produse din lapte și slănină.

## Istoric

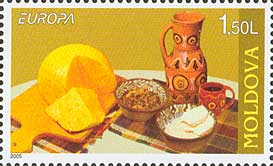
Timbru moldovenesc ilustrând mămăliga

Denumirea de „mămăligă” și-a modificat în timp înțelesul. Inițial, înainte de aducerea porumbului din America, în ținuturile României de astăzi  „mămăligă” era denumirea unei fierturi de boabe de mei.
Ele vedeau de casă, torceau, țeseau, creșteau copiii; bărbații, când nu erau în război, duceau la pășune hergheliile, cirezile de vite și turmele de oi, semănau în câmpiile roditoare de la poalele Carpaților grâu pentru negoț, și mei pentru hrana lor - străvechea mămăligă.

## Preparate tradiționale din mămăligă
- Urs de mămăligă